# 碘酸铷
碘酸铷是铷的碘酸盐，化学式 RbIO3。

## 制备
碘酸铷可以由碳酸铷和五氧化二碘反应而成。
{\displaystyle {\ce {Rb2CO3 + I2O5 -> 2RbIO3 + CO2 ^}}}

## 性质

### 物理性质
碘酸铷是三方晶系的，空间群 R3m (No. 160)，晶格参数 a = 641.3 pm, c = 789.2 pm。它的晶体结构和碘酸钾一样。碘酸铷易溶于盐酸，且会变黄。

### 化学性质
碘酸铷加热分解成碘化铷和氧气：
{\displaystyle {\ce {2RbIO3 -> 2RbI + 3O2 ^}}}
在热的碘酸铷和氢氧化铷中通入氯气，可以得到高碘酸铷。
{\displaystyle {\ce {RbIO3 + 2RbOH + Cl2 -> RbIO4 + 2RbCl + H2O}}}
碘酸铷和氢氟酸反应，形成二氟碘酸铷，有着正交晶系。
{\displaystyle {\ce {RbIO3 + 2HF -> 2RbF2IO2 + H2O}}}